# Coccophagus leptospermi
Coccophagus leptospermi är en stekelart som beskrevs av Girault 1917. Coccophagus leptospermi ingår i släktet Coccophagus och familjen växtlussteklar. Inga underarter finns listade i Catalogue of Life.